# Melomakarono
Le melomakarono (grec : μελομακάρονο ; pluriel : μελομακάρονα, melomakarona) est un dessert en forme d’œuf à base de farine, d'huile d'olive et de miel. Avec les kourabies, c'est un dessert traditionnel de l'époque des vacances de Noël.
Les principaux ingrédients sont de la farine ou de la semoule, du sucre, des zestes d'orange et/ou du jus frais, du cognac (ou une boisson similaire), de la cannelle et de l'huile d'olive,. Durant la confection de la forme de la pâte, on ajoute des noix à l'intérieur. Après la cuisson, ils sont trempés rapidement dans un sirop chaud à base de sucre et de miel dissous dans de l'eau. Ils sont ensuite recouverts de noix moulues. Un nappage au chocolat noir peut aussi être réalisé.